# Calanthe inflata
Calanthe inflata är en orkidéart som beskrevs av Rudolf Schlechter. Calanthe inflata ingår i släktet Calanthe och familjen orkidéer. Inga underarter finns listade i Catalogue of Life.